# Gene Amdahl
Gene Myron Amdahl (Flandreau, 16 november 1922 – Palo Alto, 10 november 2015) was een Amerikaanse computerontwerper en high-tech-ondernemer, voornamelijk bekend om zijn werk aan mainframecomputers bij IBM en later zijn eigen bedrijven, in het bijzonder Amdahl Corporation. Hij formuleerde de wet van Amdahl, die een fundamentele beperking van parallelle computers benoemt.

## Vroege leven en opleiding
Amdahl werd geboren in Flandreau (South Dakota) als kind van immigranten van Noorse en Zweedse afkomst. Nadat hij had gediend in de Amerikaanse marine tijdens WO2 studeerde hij af in de technische natuurkunde aan de South Dakota State University in 1948. Daarna promoveerde hij in 1952 in de theoretische natuurkunde aan de Universiteit van Wisconsin–Madison met een proefschrift genaamd A Logical Design of an Intermediate Speed Digital Computer en maakte hij zijn eerste computer, de WISC. Vervolgens kreeg hij een goedbetaalde positie bij IBM in juni 1952.

## De jaren bij IBM en Amdahl
Bij IBM werkte hij aan de IBM 704, de IBM 709, en daarna het Stretch-project, de basis voor de IBM 7030. Hij verliet IBM in december 1955, maar kwam in september 1960 terug (nadat hij werke bij Ramo Wooldridge en Aeronutronic). Bij zijn terugkomst werd hij hoofdontwerper van System/360 en werd benoemd tot IBM Fellow in 1965, en hoofd van het ACS-laboratorium in Menlo Park (Californië). Hij verliet IBM weer in september 1970, nadat zijn ideeën voor computerontwikkeling waren verworpen, en startte Amdahl Corporation in Sunnyvale (Californië) met hulp van Fujitsu.
Het bedrijf concurreerde met IBM in de mainframemarkt en maakte "plug-compatibele" mainframes. De eerste machine, de Amdahl 470V/6, een goedkopere, betrouwbaardere en snellere vervanging voor de 370/168, werd uitgeleverd in 1975. Door een Amdahl 470 en plug-compatibele randapparaten van andere fabrikanten te kopen, konden klanten nu software voor de S/360 en S/370 draaien zonder IBM-hardware aan te hoeven schaffen. Het softwareteam van Amdahl ontwikkelde VM/PE, ontworpen om de prestaties van het IBM's besturingssysteem MVS te optimaliseren wanneer het draaide onder IBM's besturingssysteem VM. Tegen 1979 had Amdahl Corporation meer dan 1 miljard dollar aan V6- en V7-mainframes verkocht, en had wereldwijd meer dan 6000 werknemers. Het bedrijf ging verder met het verkopen van een IBM-plugcompatibele front-end-processor (de 4705), en snelle harde schijven, beide gezamenlijk ontwikkeld met technici van Fujitsu.